# Résolution 494 du Conseil de sécurité des Nations unies
Membres permanents
- Chine
- États-Unis
- France
- Royaume-Uni
- URSS

Membres non permanents
- Allemagne de l'Est
- Espagne
- Irlande
- Japon
- Mexique
- Niger
- Panama
- Philippines
- Tunisie
- Ouganda

Résolution no 493 Résolution no 495
La résolution 494 du Conseil de sécurité des Nations unies fut adoptée le 11 décembre 1981. Ayant examiné la question de la recommandation de nomination du Secrétaire général de l'Organisation des Nations unies, le Conseil a recommandé à l'Assemblée générale la nomination de Javier Pérez de Cuéllar pour un mandat de cinq ans allant du 1er janvier 1982 au 31 décembre 1986.
La résolution a été adoptée à l'unanimité par le Conseil.